# Kerstin Garefrekes
Kerstin Garefrekes (Ibbenbüren, 4 settembre 1979) è un'allenatrice di calcio ed ex calciatrice tedesca, di ruolo centrocampista offensivo, co-allenatrice dell'Eintracht Francoforte II femminile.

## Carriera

### Club
Kerstin Garefrekes cresce calcisticamente nelle giovanili del Grün-Weiß Steinbeck, società dove si tessera dal 1986, per poi passare al DJK Arminia Ibbenbüren. Nel 1998 viene contattata dall'Heike Rheine, società che ha intenzione di iscriversi alla neocostituita Frauen-Bundesliga, diventata campionato professionistico e primo livello del campionato tedesco femminile di calcio. Al termine della stagione 1998-1999 la squadra retrocede in 2. Frauen-Bundesliga ma grazie al suo contributo riesce a vincere il torneo e riagguantare la promozione. Garefrekes veste la maglia biancorossa per sette stagioni ottenendo il titolo di capocannoniere della Frauen-Bundesliga al termine del campionato 2003-2004, l'ultimo prima di lasciare la società.
Nel 2004 Garefrekes trova un accordo con il 1. FFC Francoforte, società alla ricerca di un rinforzo per ritornare ai vertici del campionato dopo che il Turbine Potsdam era riuscito a strappargli il titolo che aveva conquistato per tre stagioni di fila. Alla sua prima stagione in bianconero Garefrekes contribuisce alla riconquista del titolo di campione tedesco alla società, quarto per il Francoforte e primo per la giocatrice, iniziando un ciclo che in 10 stagioni consecutive varranno a lei e al Francoforte 3 titoli di Campione, 4 DFB-Pokal, la Coppa di lega femminile, e 2 UEFA Women's Cup, nelle stagioni 2005-2006 e 2007-2008 dove fa il suo debutto il 13 settembre 2005 nella partita vinta per 4-0 sulle svizzere del LUwin.ch.
Con la partenza di Nadine Angerer al termine della stagione 2012-2013, Garefrekes eredita la fascia di capitano della squadra.
Nell'estate 2014 viene ceduta con la forma del prestito al Washington Spirit, società professionistica statunitense iscritta alla National Women's Soccer League. Debutta nel campionato statunitense il 28 giugno 2014, nella partita vinta per 1-0 sullo Houston Dash. Il 25 agosto disputa la sua ultima partita con Washington Spirit. Dopo la parentesi americana torna in organico nel Francoforte che la utilizza nelle partite di qualificazione della UEFA Women's Champions League; suo il gol al 15' inflitto alla Torres nella partita di andata degli ottavi della stagione 2014-2015.

### Nazionale
Kerstin Garefrekes ha debuttato con la nazionale tedesca nel novembre del 2001 nella partita contro i Paesi Bassi. Due anni dopo, ha vinto il suo primo titolo internazionale, la vittoria ai Mondiali di Calcio femminili negli Stati Uniti. È stata una giocatrice importante per la squadra, partendo da titolare in 5 dei 6 incontri delle tedesche ai mondiali e segnando 4 gol. È stata proprio lei a segnare il primo e l'ultimo gol delle tedesche in quei mondiali. Nel 2004 vinse la medaglia di bronzo alle Olimpiadi di Atene e nel 2005 vinse gli europei femminili.
Durante la seconda vittoria consecutiva delle tedesche ai mondiali 2007, Garefrekes cominciò da titolare tutti gli incontri disputati dalle tedesche, segnando 2 volte. Poi vinse di nuovo la medaglia di bronzo nel 2008, alle olimpiadi di Pechino, e vinse di nuovo gli europei nel 2009. È stata convocata per i mondiali di calcio femminili nel 2011, e alla fine di questo torneo ha deciso di ritirarsi dalle partite internazionali.

## Palmarès

### Club
- Campionato tedesco: 3

1. FFC Francoforte: 2004-2005, 2006-2007, 2007-2008
- Coppa di Germania: 4

1. FFC Francoforte: 2006-2007, 2007-2008, 2010-2011, 2013-2014
- UEFA Women's Cup: 2

1. FFC Francoforte: 2005-2006, 2007-2008

### Nazionale
- Campionato mondiale femminile di calcio: 2

USA 2003, Cina 2007
- Campionato europeo femminile di calcio: 3

Germania 2001, Inghilterra 2005, Finlandia 2009

### Individuale
- Capocannoniere della Frauen-Bundesliga: 1

Heike Rheine: 2003-2004
- All-Star Team del campionato mondiale: 1

Germania 2011
- Nomination per il Pallone d'oro FIFA 2011